# Camp Verde
Camp Verde is een plaats (town) in de Amerikaanse staat Arizona, en valt bestuurlijk gezien onder Yavapai County.

## Demografie
Bij de volkstelling in 2000 werd het aantal inwoners vastgesteld op 9451.
In 2006 is het aantal inwoners door het United States Census Bureau geschat op 10.610, een stijging van 1159 (12,3%).

## Geografie
Volgens het United States Census Bureau beslaat de plaats een oppervlakte van
110,2 km², geheel bestaande uit land. Camp Verde ligt op ongeveer 944 m boven zeeniveau.

## Plaatsen in de nabije omgeving
De onderstaande figuur toont nabijgelegen plaatsen in een straal van 32 km rond Camp Verde.